# Tamara Zitcere
Tamara Zitcere (2 de diciembre de 1947 - 25 de julio de 2014) fue una científica letona, investigadora del Holocausto y profesora del «Northern States Gymnasium» (Ziemeļvalstu ģimnāzija). Ella es conocida por su investigación sobre la lista de Gueto de Riga.

## Lista del gueto de Riga

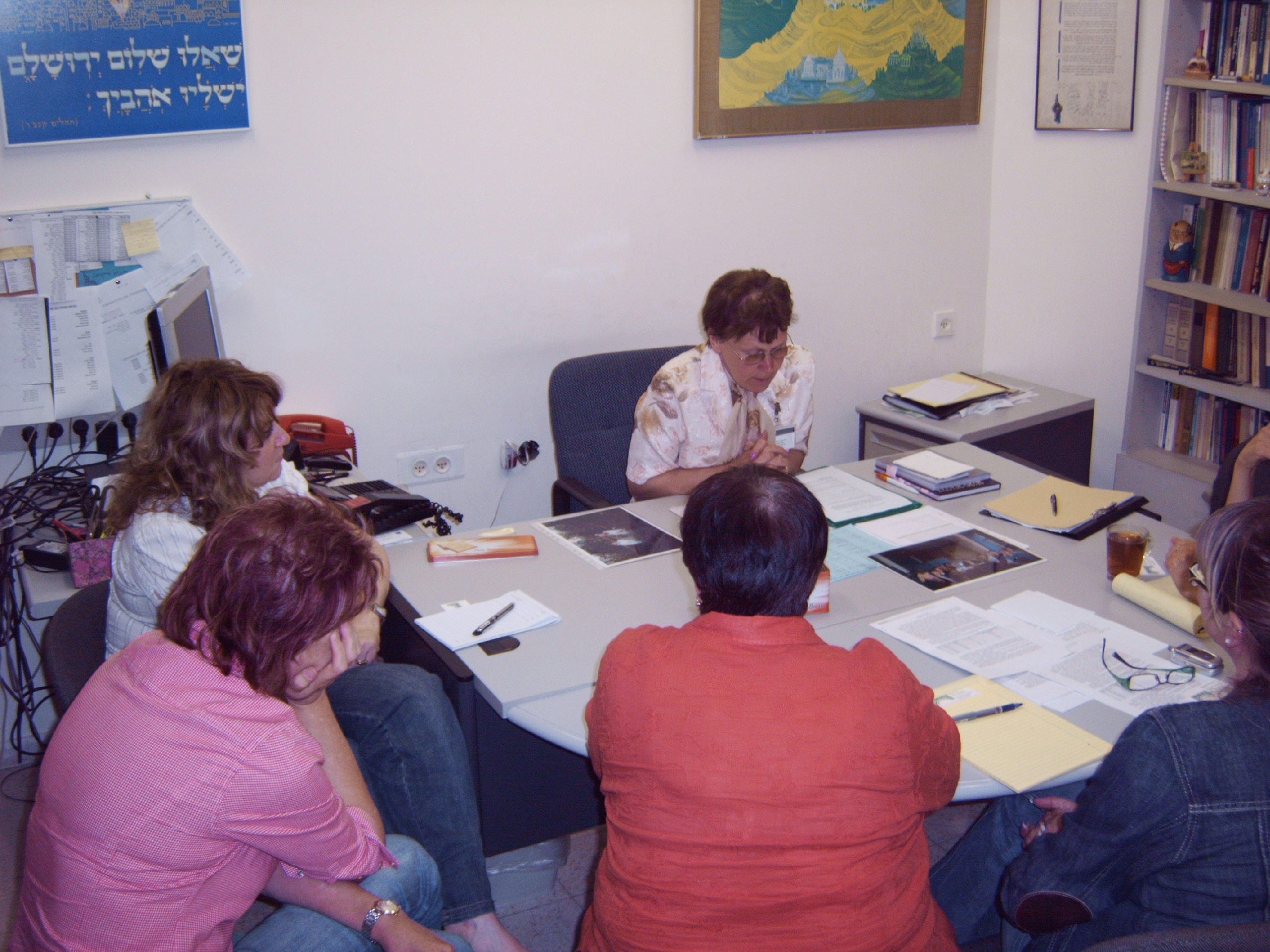
Fotografía de Tamara Zitzer en Tel Aviv, Israel, el 15 de mayo de 2007.

Una de sus investigaciones más notables es la lista del Gueto de Riga (1941–1943). La lista del gueto de Riga contiene referencias de los judíos registrados en el gueto de Riga. Incluye la dirección, la edad, el lugar de nacimiento, las ocupaciones y el lugar de residencia anterior y, a veces, posterior. La investigación de Zitcere fue un estudio de Holocausto único en su alcance y contenido. La investigación muestra que las casas del antiguo gueto de Riga estaban separadas del resto de la ciudad con alambre de púas; estas casas se convirtieron en un refugio para 29,602 judíos obligados a abandonar sus residencias iniciales entre 1941 y 1943. Zitcere revisó 346 libros de registros de la Cámara de Archivo Histórico Estatal de Letonia, incluidos más de 68 del gueto de Riga. 
El número total de casas en el gueto de Riga fue de 81. La investigación de Zitcere encontró más de 5,764 víctimas judías del gueto. Este enfoque se utilizó para estudiar los registros domiciliarios de 1941 para así poder identificar a los residentes judíos de las calles Matisa y Merkela y la calle Stabu en Riga, Letonia. La Lista del Gueto de Riga se expuso en el Gueto de Riga, en el Museo del Holocausto de Letonia en Riga y en Yad Vashem, Jerusalén, Israel.